# Cobija (Bolivien)
Cobija ist die Hauptstadt des Departamento Pando im Tiefland des südamerikanischen Anden-Staates Bolivien.

## Lage im Nahraum
Die Universitätsstadt Cobija liegt im Municipio Cobija in der Provinz Nicolás Suárez, etwa 600 Kilometer nördlich von La Paz an der Grenze zu Brasilien. Cobija liegt auf einer Höhe von etwa 205 m am Grenzfluss Río Acre gegenüber der brasilianischen Stadt Brasiléia, mit der es über die Ponte Binacional Wilson Pinheiro verbunden ist.

## Geographie
Cobija liegt im südwestlichen Teil des Amazonasbeckens und ist geprägt durch ein feucht-tropisches Klima. Die Temperaturschwankungen sind niedrig, sowohl im Tagesverlauf als auch im Jahresverlauf. Die Luftfeuchtigkeit ist hoch, so dass es über weite Teile des Jahres immer wieder zu Starkregen kommt. Im Februar und März 2024 stieg das Hochwasser des Río Acre bis auf 17 Meter an, überflutete 14 Stadtteile von Cobija und bewirkte verheerende Zerstörungen.
|                       | Jan  | Feb  | Mär  | Apr  | Mai  | Jun  | Jul  | Aug  | Sep  | Okt  | Nov  | Dez  |   |      |
| Mittl. Tagesmax. (°C) | 31,2 | 30,8 | 31,8 | 31,2 | 29,2 | 29,9 | 30,2 | 33,4 | 34,5 | 31,9 | 31,4 | 31,2 | ⌀ | 31,4 |
| Mittl. Tagesmin. (°C) | 24,9 | 21,5 | 21,1 | 20,8 | 18,9 | 16,8 | 15,8 | 17,7 | 19,8 | 20,5 | 20,9 | 21,0 | ⌀ | 20   |
|                       |      |      |      |      |      |      |      |      |      |      |      |      |   |      |
| Niederschlag (mm)     | 196  | 205  | 180  | 157  | 61   | 25   | 18   | 30   | 68   | 130  | 185  | 191  | Σ | 1446 |
|                       |      |      |      |      |      |      |      |      |      |      |      |      |   |      |
| Luftfeuchtigkeit (%)  | 85   | 89   | 89   | 89   | 88   | 85   | 83   | 80   | 79   | 84   | 86   | 86   | ⌀ | 85,2 |

| 24,9 |

| 21,5 |

| 21,1 |

| 20,8 |

| 18,9 |

| 16,8 |

| 15,8 |

| 17,7 |

| 19,8 |

| 20,5 |

| 20,9 |

| 21,0 |

| 24,9 |

| 21,5 |

| 21,1 |

| 20,8 |

| 18,9 |

| 16,8 |

| 15,8 |

| 17,7 |

| 19,8 |

| 20,5 |

| 20,9 |

| 21,0 |

Die Jahresdurchschnittstemperatur liegt bei 25 °C, die Monatswerte schwanken zwischen 23,5 °C und 26,5 °C. Der Jahresniederschlag von rund 1750 mm liegt um mehr als das Doppelte über den Niederschlägen in Mitteleuropa. Nur die Monate Juni bis August sind durch eine Trockenzeit geprägt, in der die geringen Niederschläge rasch verdunsten, von November bis März fallen durchschnittlich mehr als 200 mm Regen.

## Geschichte
Cobija wurde 1906 von Coronel Enrique Cornejo unter dem Namen Bahía gegründet und erhielt seinen jetzigen Namen im Jahre 1908 in Erinnerung die ehemalige bolivianische Hafenstadt Cobija (Lamar) am Pazifik, die seit dem Salpeterkrieg zu Chile gehört. Cobija erlebte in den 1940er Jahren eine Blütezeit als Standort der Kautschukindustrie. Mit dem Zusammenbruch des Kautschukbooms entwickelte sich auch Cobija zurück und hat erst in den vergangenen Jahrzehnten einen erneuten Aufschwung genommen.
Aktuell ist Cobija ein bedeutendes Handelszentrum der Region. Das gesamte Zentrum der Stadt besteht aus Läden und Märkten, in denen Gebrauchsgüter verkauft werden. Um Cobija wurde von der bolivianischen Regierung eine Zoll-Sonderzone eingerichtet, um in dieser abgelegenen Region den Handel zu fördern, sodass viele Waren deutlich billiger angeboten werden können als in Brasilien. Aus diesem Grund kommen viele der Käufer aus dem Nachbarland für größere Einkäufe nach Cobija und auch die Migration von anderen Orten innerhalb Boliviens (besonders La Paz) nach Cobija hat deutlich zugenommen.

## Bevölkerung
Die Einwohnerzahl von Cobija ist in den vergangenen beiden Jahrzehnten auf mehr als das Fünffache angestiegen. Aktuelle Schätzungen gehen sogar von einer aktuellen Bevölkerungszahl von über 60.000 Einwohnern und einem Bevölkerungswachstum von 8 bis 10 % pro Jahr aus.
| Jahr | Einwohner | Quelle       |
| ---- | --------- | ------------ |
| 1992 | 10 001    | Volkszählung |
| 2001 | 20 820    | Volkszählung |
| 2012 | 42 849    | Volkszählung |
| 2024 |           | Volkszählung |

## Verkehrsnetz
Cobija hat einen Flughafen und ist über die Nationalstraße Ruta 13 nach El Triangulo (El Choro) im Departamento Beni, die in der Regenzeit nicht immer befahrbar ist, mit dem Rest des Landes verbunden.